# Cadre-47/1-Europameisterschaft 1978

Logo CEB (ausrichtender Verband)

Veranstaltungsort: Heeswijk-Dinther

Die Cadre-47/1-Europameisterschaft 1978 war das 19. Turnier in dieser Disziplin des Karambolagebillards und fand vom 15. bis zum 18. Dezember 1977 in Heeswijk-Dinther, in der niederländischen Provinz Noord-Brabant, statt. Die Meisterschaft zählte zur Saison 1977/1978. Es war die siebte Cadre-47/1-Europameisterschaft in den Niederlanden.

## Geschichte
Vor Turnierbeginn waren die klaren Favoriten auf den Titel Ludo Dielis, Hans Vultink und Francis Connesson. Bis auf Connesson war am Ende keiner auf dem Siegerpodest. Zwei 23-jährige belegten diese Plätze. Christ van der Smissen verlor nur gegen den belgischen Meister Léo Corin und gegen Connesson und wurde verdient Zweiter. Hervorragender Dritter wurde Thomas Wildförster, der in Düren überraschend die deutsche Meisterschaft vor Klaus Hose und Dieter Müller gewann. In seinem letzten Match musste er gegen Vultink unbedingt in drei Aufnahmen gewinnen, um Dritter zu werden. In der dritten Aufnahme führte dann Vultink nach einer 204er Serie mit 222 zu 139. Jetzt zeigte der junge Deutsche Meister seine Klasse und beendete die Partie mit 161 Punkten. Klaus Hose, der sehr kurzfristig für den Spanier José Gálvez zur Meisterschaft eingeladen wurde, spielte auch ein starkes Turnier. Unter anderem schlug er Wildförster in sechs Aufnahmen mit 300:65.

## Turniermodus
Es wurde im Round Robin System bis 300 Punkte gespielt. Bei MP-Gleichstand wird in folgender Reihenfolge gewertet:
1. MP = Matchpunkte
2. GD = Generaldurchschnitt
3. HS = Höchstserie

## Abschlusstabelle
| MP    | Match Points (Sieger = 2; Unentschieden = 1; Verlierer = 0) |
| Pkte. | Erzielte Karambolagen                                       |
| Aufn. | Benötigte Versuche                                          |
| GD    | Generaldurchschnitt                                         |
| BED   | Bester Einzeldurchschnitt eines Spielers                    |
| HS    | Höchstserie                                                 |
|       | Bester GD des Turniers                                      |
|       | Bester ED des Turniers                                      |
|       | Beste HS des Turniers                                       |
|       | 1. Platz (Gold)                                             |
|       | 2. Platz (Silber)                                           |
|       | 3. Platz (Bronze)                                           |

| Platz                      | Name                   | MP   | Pkte. | Aufn. | GD    | BED    | HS  |
| -------------------------- | ---------------------- | ---- | ----- | ----- | ----- | ------ | --- |
| 1                          | Francis Connesson      | 12:2 | 1985  | 70    | 28,35 | 50,00  | 195 |
| 2                          | Christ van der Smissen | 10:4 | 1780  | 60    | 29,66 | 100,00 | 282 |
| 3                          | Thomas Wildförster     | 8:6  | 1388  | 58    | 23,93 | 100,00 | 185 |
| 4                          | Ludo Dielis            | 8:6  | 1668  | 70    | 23,82 | 37,50  | 132 |
| 5                          | Hans Vultink           | 6:8  | 1648  | 47    | 35,06 | 150,00 | 219 |
| 6                          | Klaus Hose             | 6:8  | 1690  | 63    | 26,82 | 50,00  | 221 |
| 7                          | Léo Corin              | 4:10 | 1718  | 73    | 23,53 | 30,00  | 122 |
| 8                          | Kurt Mastny            | 2:12 | 915   | 75    | 12,20 | 27,27  | 113 |
| Turnierdurchschnitt: 24,79 |                        |      |       |       |       |        |     |